# 린쯔구

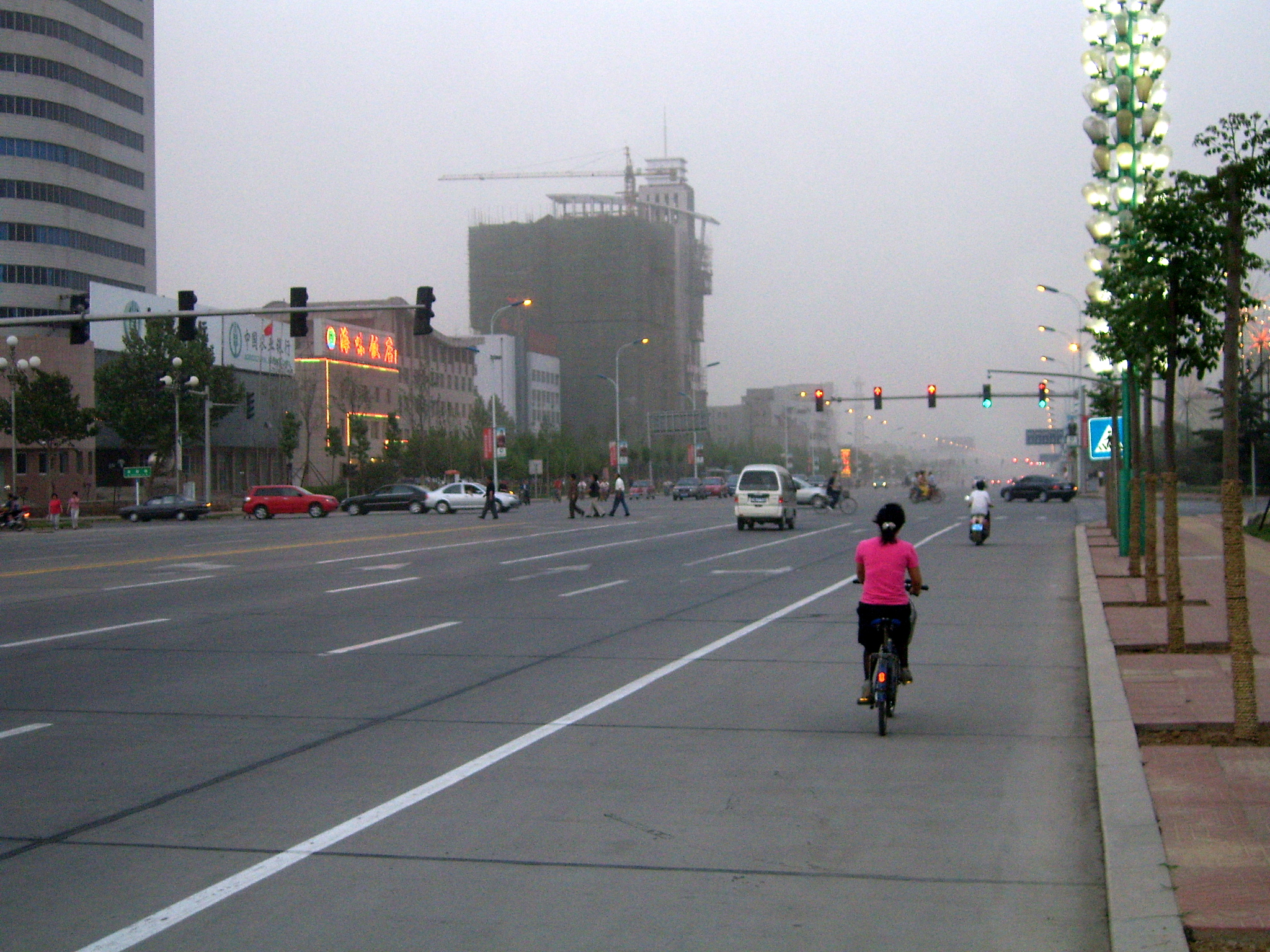

린쯔(한국어: 임치, 중국어 간체자: 临淄, 정체자: 臨淄, 병음: Línzī)는 중화인민공화국 산둥성 쯔보 시의 시할구이다. 공업도시로 교통의 요지이며, 국가역사문화명성으로 지정되어 있다. 넓이는 668km2이고, 인구는 2007년 기준으로 600,000명이다.

## 역사
중국 춘추시대 제나라의 수도였던 도시이다. 주나라 왕실에 의해 동해 지방의 제후로 봉해진 태공망에 의해서 건설되었다. 처음 이름은 영구(營丘)였으며, 후에 임치(臨淄)로 이름이 바뀌었다.
토양이 척박하여 농경에 적합하지 않기 때문에, 제철, 동의 정련, 도기제조, 직물 등 공업을 중심으로 한 도시 조성이 진행되었다. 환공의 시대에는 재상 관중에 의해서 도시 정비가 이루어져 당시 굴지의 공업도시가 되었다. 성은 왕이 거주하는 소성과 주민이 거주하는 대성으로 나뉘며, 둘레 21 km, 면적은 15 km2였다. 성내에는 우물 정(井)자 형태의 대로가 건설되었고, 배수 등의 도시 기능도 완비되고 있었음을 현재 남아 있는 도성 흔적으로부터 확인할 수 있다.
전한시대에는 유방이 아들 유비를 제왕에 봉하고 임치를 거점으로 10만호를 가지고 있어 여전히 중국 동부 최대 도시의 하나였다. 그러나 서진 시대 이후는 전란으로 쇠퇴했다. 원나라 말기에 예전 도성은 방치되고 현재의 시가지로 연결되는 새로운 도성이 동남쪽으로 만들어졌다.

## 경제
린쯔 부근은 산둥 성의 곡창지대로서 밀이나 면화의 생산을 하고 있었지만, 승리 유전의 개발 이후, 린쯔는 신흥 공업도시로서 부활했다. 중국석유 화공집단의 석유화학 콤비나트(combinat)가 있어, 합성수지나 합성고무, 에틸렌 등의 생산량이 중국 유수한 규모를 자랑하고 있다.

## 기후
| Linzi (1981−2010)의 기후                       | Linzi (1981−2010)의 기후 | Linzi (1981−2010)의 기후 | Linzi (1981−2010)의 기후 | Linzi (1981−2010)의 기후 | Linzi (1981−2010)의 기후 | Linzi (1981−2010)의 기후 | Linzi (1981−2010)의 기후 | Linzi (1981−2010)의 기후 | Linzi (1981−2010)의 기후 | Linzi (1981−2010)의 기후 | Linzi (1981−2010)의 기후 | Linzi (1981−2010)의 기후 | Linzi (1981−2010)의 기후 |
| 월                                             | 1월                      | 2월                      | 3월                      | 4월                      | 5월                      | 6월                      | 7월                      | 8월                      | 9월                      | 10월                     | 11월                     | 12월                     | 연간                     |
| ---------------------------------------------- | ------------------------ | ------------------------ | ------------------------ | ------------------------ | ------------------------ | ------------------------ | ------------------------ | ------------------------ | ------------------------ | ------------------------ | ------------------------ | ------------------------ | ------------------------ |
| 역대 최고 기온 °C (°F)                         | 20.4 (68.7)              | 23.7 (74.7)              | 32.0 (89.6)              | 35.0 (95.0)              | 38.5 (101.3)             | 41.7 (107.1)             | 39.8 (103.6)             | 38.6 (101.5)             | 39.7 (103.5)             | 32.4 (90.3)              | 27.3 (81.1)              | 20.5 (68.9)              | 41.7 (107.1)             |
| 일평균 최고 기온 °C (°F)                       | 3.5 (38.3)               | 7.1 (44.8)               | 13.4 (56.1)              | 21.2 (70.2)              | 26.6 (79.9)              | 31.2 (88.2)              | 31.6 (88.9)              | 30.4 (86.7)              | 27.0 (80.6)              | 21.2 (70.2)              | 12.8 (55.0)              | 5.4 (41.7)               | 19.3 (66.7)              |
| 일일 평균 기온 °C (°F)                         | −2.3 (27.9)              | 0.9 (33.6)               | 7.0 (44.6)               | 14.5 (58.1)              | 20.2 (68.4)              | 24.9 (76.8)              | 26.5 (79.7)              | 25.2 (77.4)              | 20.8 (69.4)              | 14.8 (58.6)              | 6.6 (43.9)               | −0.1 (31.8)              | 13.3 (55.9)              |
| 일평균 최저 기온 °C (°F)                       | −7.0 (19.4)              | −4.2 (24.4)              | 1.1 (34.0)               | 7.8 (46.0)               | 13.5 (56.3)              | 18.7 (65.7)              | 21.9 (71.4)              | 20.9 (69.6)              | 15.6 (60.1)              | 9.1 (48.4)               | 1.3 (34.3)               | −4.7 (23.5)              | 7.8 (46.1)               |
| 역대 최저 기온 °C (°F)                         | −20.0 (−4.0)             | −15.8 (3.6)              | −9.6 (14.7)              | −3.1 (26.4)              | 1.0 (33.8)               | 10.2 (50.4)              | 14.2 (57.6)              | 12.1 (53.8)              | 6.3 (43.3)               | −3.3 (26.1)              | −12.1 (10.2)             | −21.6 (−6.9)             | −21.6 (−6.9)             |
| 평균 강수량 mm (인치)                          | 6.9 (0.27)               | 9.3 (0.37)               | 16.6 (0.65)              | 25.7 (1.01)              | 60.3 (2.37)              | 79.3 (3.12)              | 155.6 (6.13)             | 142.2 (5.60)             | 61.5 (2.42)              | 28.9 (1.14)              | 15.4 (0.61)              | 8.3 (0.33)               | 610 (24.02)              |
| 평균 상대 습도 (%)                             | 60                       | 56                       | 53                       | 55                       | 63                       | 63                       | 78                       | 81                       | 74                       | 67                       | 65                       | 62                       | 65                       |
| 출처: China Meteorological Data Service Center |                          |                          |                          |                          |                          |                          |                          |                          |                          |                          |                          |                          |                          |

## 행정 구역
5개 가도, 8개 진, 1개 향을 관할한다.
- 가도: 闻韶街道, 雪宫街道, 辛店街道, 稷下街道, 齐陵街道.
- 진: 齐都镇, 皇城镇, 敬仲镇, 朱台镇, 梧台镇, 金岭镇, 南王镇, 凤凰镇.
- 향: 边河乡.